# Byerley Turk
Byerley Turk var en av de tre orientaliska hästar som räknas som stamfäder till den snabbaste hästrasen i världen, engelskt fullblod. Tillsammans med Darley Arabian och Godolphin Arabian utgjorde han grunden i det engelska fullblodet.
Enligt historien fångades Byerley Turk in av en kapten vid namn Byerly år 1686 när England hjälpte Budapest att befrias av turkarna. Byerley Turk deltog i slaget vid Boyne, 1690 innan han blev avelshingst på stuteriet i Durham. Byerley Turk grundade fyra av de viktigaste linjerna till det engelska fullblodet där den viktigaste är linjen efter hingsten Herod.
Åsikterna om vilken ras Byerley Turk tillhörde går isär. Många menar att han var ett arabiskt fullblod medan andra menar att han var en turkmensk häst eller en achaltekeer. Men Byerley Turk hade starka arabiska drag och var mörkbrun. De flesta av hans avkommor blev bruna eller svarta.
Idag är det få fullblodshästar som kan spåras tillbaka till Byerley Turk utanför Herodlinjen men en av dem är vinnaren på Ascot Racecourse i Ascot 2005, Cape of Good Hope.